# Liste der denkmalgeschützten Objekte in St. Georgen an der Gusen
Die Liste der denkmalgeschützten Objekte in St. Georgen an der Gusen enthält die 18 denkmalgeschützten, unbeweglichen Objekte in St. Georgen an der Gusen.

## Denkmäler
| Foto |                 | Denkmal | Standort                                                             | Beschreibung | Metadaten |
| ---- | --------------- | --- | -------------------------------------------------------------------- | --- | --- |
| ja   | Datei hochladen | Flur-/Wegkapelle, Figur HERIS-ID: 5752 Objekt-ID: 1626                                                             | bei Färbergasse 4 Standort KG: St. Georgen an der Gusen              | Die Commune-Kapelle in der Bahnhofstraße südlich vom Zentrum beinhaltet eine Nepomukstatue aus der Zeit um 1820. Die Kapelle stand früher an der Gusenbrücke, dann im Garten des Gasthauses Lehner. Die Giebelkapelle stammt vom Ende des 18. Jahrhunderts. | BDA-Hist.: Q37849683 Status: § 2a Stand der BDA-Liste: 2025-06-30 Name: Flur-/Wegkapelle, Figur GstNr.: 1613/9 |
| ja   | Datei hochladen | Pfarrhof HERIS-ID: 5768 Objekt-ID: 1642                                                                            | Linzer Straße 8 Standort KG: St. Georgen an der Gusen                | Um 1795 erbautes, zweigeschoßiges Haus mit Walmdach und Fassade mit Riesenpilastergliederung. | BDA-Hist.: Q37850093 Status: § 2a Stand der BDA-Liste: 2025-06-30 Name: Pfarrhof GstNr.: .50 |
| ja   | Datei hochladen | Schule HERIS-ID: 5764 Objekt-ID: 1638                                                                              | Linzer Straße 12 Standort KG: St. Georgen an der Gusen               | Die Schule wurde um 1894 im historistischen Stil erbaut und 1989 um eine Musikschule erweitert. | BDA-Hist.: Q37849949 Status: § 2a Stand der BDA-Liste: 2025-06-30 Name: Schule GstNr.: .52, .53 |
| ja   | Datei hochladen | Kath. Pfarrkirche Hl. Georg HERIS-ID: 21232 Objekt-ID: 17550                                                       | Linzer Straße 13 Standort KG: St. Georgen an der Gusen               | Die Kirche dürfte im Zusammenhang mit den Kreuzfahrern des 3. Kreuzzuges (1189 bis 1192) gegründet worden sein. Die Kirche ist 3-schiffig und 6-jochig mit einem einjochigen Chor. Der Turm steht nördlich des Chores. | BDA-Hist.: Q37860350 Status: § 2a Stand der BDA-Liste: 2025-06-30 Name: Kath. Pfarrkirche Hl. Georg GstNr.: .64 Parish church in St. Georgen an der Gusen |
| ja   | Datei hochladen | Kapelle HERIS-ID: 5769 Objekt-ID: 1643                                                                             | neben Linzer Straße 14 Standort KG: St. Georgen an der Gusen         | Kapelle im Friedhof mit Zeltdach und der Jahreszahl 1842. Im Inneren ein Kruzifix aus der Mitte des 19. Jahrhunderts. | BDA-Hist.: Q37850175 Status: § 2a Stand der BDA-Liste: 2025-06-30 Name: Kapelle GstNr.: 475 |
| ja   | Datei hochladen | Mariensäule HERIS-ID: 5767 Objekt-ID: 1641                                                                         | bei Marktplatz 14 Standort KG: St. Georgen an der Gusen              | Um 1730 erbaut. Eine toskanische Säule mit der Figur der Maria Immaculata. | BDA-Hist.: Q37850011 Status: § 2a Stand der BDA-Liste: 2025-06-30 Name: Mariensäule GstNr.: 1613/9 |
| ja   | Datei hochladen | DEST-Verwaltungsgebäude und Wohnhaus HERIS-ID: 112442 Objekt-ID: 130635seit 2016                                   | Mauthausener Straße 27, 29, 31 Standort KG: St. Georgen an der Gusen | Dieses Verwaltungsgebäude der ehemaligen SS-Firma „Deutsche Erd- und Steinwerke GmbH (DEST)“ mit zwei Direktorenwohnungen und dem rechts daran anschließenden Wohnblock I mit sieben Wohnungen für weitere Truppen- und Werksangehörige und einem Ladentrakt wurde 1940 durch KZ-Häftlinge des KZ Gusen I nach Plänen des Linzer Architekten Paul Theer errichtet. Es war ab Mitte 1941 der Sitz der sog. Granitwerke Mauthausen der SS und diente der wirtschaftlichen Ausbeutung der KZ-Häftlinge in den beiden Konzentrationslagern Gusen und Mauthausen. Seit 1943 verwaltete die „DEST-Werkgruppenleitung St. Georgen“ von diesem Gebäude aus auch Steinbruchbetriebe der SS in Großraming und bei Beneschau in Böhmen. Die DEST-Werkgruppe St. Georgen war ab 1943 auch Kooperationspartner für die Rüstungsfertigung von HZA Wien, Steyr Daimler Puch und Messerschmitt GmbH Regensburg in oberirdischen und unterirdischen Produktionsstätten in St. Georgen, Gusen und Mauthausen-Wienergraben. | BDA-Hist.: Q37830880 Status: Bescheid Stand der BDA-Liste: 2025-06-30 Name: DEST-Verwaltungsgebäude und Wohnhaus GstNr.: .290, .291, .292 |
| ja   | Datei hochladen | Wohnhaus HERIS-ID: 112443 Objekt-ID: 130636seit 2016                                                               | Siedlungsstraße 1 Standort KG: St. Georgen an der Gusen              | Dieser Wohnblock der ehemaligen SS-Firma „Deutsche Erd- und Steinwerke GmbH (DEST)“ mit vier großzügigen Wohneinheiten wurde 1940 durch KZ-Häftlinge des KZ Gusen I nach Plänen des Linzer Architekten Paul Theer für Gefolgschaftsmitglieder der DEST und für Angehörige der Kommandanturstäbe der beiden Konzentrationslager Gusen und Mauthausen errichtet. So wohnte z. B. der Lagerkommandant des Konzentrationslagers Gusen I, SS-Hauptsturmführer Karl Chmielewski, ab Sommer 1940 mit seiner Familie in diesem Wohnblock. Dieser Wohnblock bildet zusammen mit dem Verwaltungsgebäude der DEST und dem sog. Wohnblock I ein bemerkenswertes architektonisches Ensemble und einen nach Südwesten hin halboffenen Hof. | BDA-Hist.: Q37830894 Status: Bescheid Stand der BDA-Liste: 2025-06-30 Name: Wohnhaus GstNr.: .293 |
| ja   | Datei hochladen | Doppelwohnhaus HERIS-ID: 112444 Objekt-ID: 130637seit 2016                                                         | Siedlungsstraße 3, 5 Standort KG: St. Georgen an der Gusen           | | BDA-Hist.: Q37830909 Status: Bescheid Stand der BDA-Liste: 2025-06-30 Name: Doppelwohnhaus GstNr.: .294, .295 |
| ja   | Datei hochladen | Doppelwohnhaus HERIS-ID: 112445 Objekt-ID: 130638seit 2016                                                         | Siedlungsstraße 6, 8 Standort KG: St. Georgen an der Gusen           | | BDA-Hist.: Q37830925 Status: Bescheid Stand der BDA-Liste: 2025-06-30 Name: Doppelwohnhaus GstNr.: .305, .304 |
| ja   | Datei hochladen | Doppelwohnhaus HERIS-ID: 112446 Objekt-ID: 130639seit 2016                                                         | Siedlungsstraße 7, 9 Standort KG: St. Georgen an der Gusen           | | BDA-Hist.: Q37830939 Status: Bescheid Stand der BDA-Liste: 2025-06-30 Name: Doppelwohnhaus GstNr.: .297, .296 |
| ja   | Datei hochladen | Doppelwohnhaus HERIS-ID: 112447 Objekt-ID: 130640seit 2016                                                         | Siedlungsstraße 10, 12 Standort KG: St. Georgen an der Gusen         | | BDA-Hist.: Q37830973 Status: Bescheid Stand der BDA-Liste: 2025-06-30 Name: Doppelwohnhaus GstNr.: .303, .302 |
| ja   | Datei hochladen | Doppelwohnhaus HERIS-ID: 112448 Objekt-ID: 130641seit 2016                                                         | Siedlungsstraße 11, 13 Standort KG: St. Georgen an der Gusen         | | BDA-Hist.: Q37830987 Status: Bescheid Stand der BDA-Liste: 2025-06-30 Name: Doppelwohnhaus GstNr.: .298, .299 |
| ja   | Datei hochladen | Doppelwohnhaus HERIS-ID: 112449 Objekt-ID: 130642seit 2016                                                         | Siedlungsstraße 17, 19 Standort KG: St. Georgen an der Gusen         | | BDA-Hist.: Q37831004 Status: Bescheid Stand der BDA-Liste: 2025-06-30 Name: Doppelwohnhaus GstNr.: .300, .301 |
| ja   | Datei hochladen | Schützenheim, ehem. SS-Schießstand mit Stützmauer HERIS-ID: 112440 Objekt-ID: 130633seit 2016                      | Schützenweg 17 Standort KG: St. Georgen an der Gusen                 | Dieses „Schützenheim“ für die Gefolgschaftsmitglieder der beiden SS-Wachsturmbanne Gusen und Mauthausen wurde durch Häftlinge des KZ Gusen I seit 1940 errichtet und 1942 durch den Höheren SS- und Polizeiführer Ernst Kaltenbrunner (später Chef des Reichssicherheitshauptamtes) seiner Bestimmung übergeben. | BDA-Hist.: Q37830851 Status: Bescheid Stand der BDA-Liste: 2025-06-30 Name: Schützenheim, ehem. SS-Schießstand mit Stützmauer GstNr.: 323 |
| ja   | Datei hochladen | Aufzeigerdeckungen des ehem. SS-Schießstandes HERIS-ID: 112490 Objekt-ID: 130685seit 2015                          | Standort KG: St. Georgen an der Gusen                                | Die Aufzeigerdeckungen des ehemaligen SS-Schießstandes wurden im Dezember 2014 entdeckt. Der Schießstand und das Schützenheim wurden während der Naziherrschaft von KZ-Häftlingen errichtet und stehen im Zusammenhang mit den Konzentrationslagern Gusen I und II. Auf einem historischen Luftbild von 1945 sind die vom Schießstand ausgehenden drei Schussbahnen mit einer Läge von 50, 100 und 150 Meter deutlich zu erkennen. Die entdeckte Aufzeigerdeckung ist eine genau 150 Meter vom Schützenheim entfernte, unterirdisch angelegte Deckung, hier wurden die Zielscheiben bedient und die Auswertung der Schussergebnisse telefonisch an den Schießstand übermittelt. Auch die Aufzeigerdeckung der 100-Meter-Bahn ist noch unterirdisch erhalten. Ähnliche Anlagen sind heute noch in militärischer Verwendung. Der historische Ziel-Unterstand der 50-Meter-Bahn ging hingegen bei Umbauarbeiten der Anlage durch den heutigen Schützenverein verloren.                                      | BDA-Hist.: Q37831254 Status: § 9-Feststellung Bodendenkmal Stand der BDA-Liste: 2025-06-30 Name: Aufzeigerdeckungen des ehem. SS-Schießstandes GstNr.: 585 |
| ja   | Datei hochladen | Stollenanlage „Bergkristall“ HERIS-ID: 65702 Objekt-ID: 78566seit 2016                                             | Standort KG: St. Georgen an der Gusen                                | Anmerkung: Die Stollenanlage hat ihren Eingang in der Gemeinde Sankt Georgen, erstreckt sich aber großteils unterhalb der Gemeinde Luftenberg. | BDA-Hist.: Q795310 Status: Bescheid Stand der BDA-Liste: 2025-06-30 Name: Stollenanlage „Bergkristall“ GstNr.: 231/3, 233/1, 232/29, 250, 251/1, 252, 251/2, 254, 255, 257, 258/1, 258/2, 258/3, 258/4, 258/5, 258/6, 258/7, 259/1, 259/2, 259/3, 262/1, 262/2, 267, 268, 269, 271, 272/1, 273/1, 275, 1630, 272/2, 278/1, 278/2, 278/3, 278/4, 282/1, 280/2, 282/5, 283, 284, 286, 288, 289, 290, 291/1, 291/2, 291/3, 291/4, 291/5, 291/6, 291/7, 291/8, 291/9, 291/10, 291/11, 292, 291/12, 1628, 1629, 249, 280/6, 281, 280/4, 291/23, 261, 291/24, 291/25, 291/26 B8 Bergkristall |
| ja   | Datei hochladen | Teile der Bahntrasse, Schleppbahn Normalspur mit der Schleppbahnbrücke HERIS-ID: 112441 Objekt-ID: 130634seit 2016 | Standort KG: St. Georgen an der Gusen                                | Diese „Schleppbahnbrücke“ über den Gusen-Fluss wurde von KZ-Häftlingen des KZ Gusen I am 15. und 16. September 1941 in einem Stück aus Beton gestampft. Sie war Teil der Normalspur-Anschlussbahn, welche die SS zwischen dem Bahnhof in St. Georgen/Gusen und dem KZ Gusen im März 1943 in Betrieb nahm. Im Jahre 1944 wurden über diese Schleppbahn und den sog. „Übergabebahnhof“ der SS auch das KZ Gusen II und die Stollenanlage „Bergkristall“ mit dem Netz der Deutschen Reichsbahn verbunden. Diese Eisenbahn wurde nach 1955 (nach dem Abzug der sowjetischen Besatzungstruppen) abgetragen. Über diese ehemalige Schleppbahnbrücke führen heute auch der Donauradweg von Passau nach Wien sowie der Audioweg Gusen. | BDA-Hist.: Q37830866 Status: Bescheid Stand der BDA-Liste: 2025-06-30 Name: Teile der Bahntrasse, Schleppbahn Normalspur mit der Schleppbahnbrücke GstNr.: 1624/2, 228/8, 1682, 1683, 1684/1, 1685/1, 1685/2, 1624/3, 1625/2, 1626, 1675/12 |